# Herskó János
Herskó János (Budapest, 1926. április 9. – Budapest, 2011. október 12.) Kossuth- és kétszeres Balázs Béla-díjas magyar filmrendező, egyetemi tanár.

## Életpályája
Szülei: Herskó Mózes József és Kaufmann Margit. Zsidó családban született, édesanyja a holokauszt áldozata lett. Filozófia, művészettörténet és esztétika témakörökben folytatott egyetemi tanulmányokat a Pázmány Péter Tudományegyetemen. 1945 után kezdett el filmezéssel foglalkozni. Tanult Gertler Viktor filmiskolájában és a Színház- és Filmművészeti Főiskolán 1945–49 között. 1949-ben diplomázott, és ettől kezdve rövidfilmrendező volt. 1949–51 között a moszkvai Filmművészeti Főiskola ösztöndíjasa és aspiránsa volt. Hazatérése után 1952–70 között tanított a főiskolán, melynek főigazgató-helyettese is volt. 1953-tól dolgozott játékfilmrendezőként. A Hunnia Filmstúdió vezetője lett a stúdió megalakulásától a váratlan külföldre távozásáig, ugyanis 1970-ben – az 1968-as európai események hatására – családostul (felesége: Herskó Anna) Svédországba emigrált. Stockholmban szintén egyetemi oktatóként dolgozott. 1994-től ismét a Színház- és Filmművészeti Főiskola tanára lett.

## Filmjei

### Színészként
- Párbeszéd (1963) (rendező és forgatókönyvíró is)[4]
- A varázsfuvola (1975)
- A "belső ember" (1984)
- A bűn lélektana (1984)
- A középjátékos (1984)
- Európa (1991)
- Kiss Vakond (1993)
- Országalma (1998)
- Az írógép (1999)
- Valaki kopog (2000)
- Ébrenjárók (2002)
- Napok, melyeknek értelmet adott a félelem (2005)
- Aczél (2009)[5]

### Forgatókönyvíróként
- Ha egyszer 20 év múlva… (1964)
- És akkor a pasas… (1966)
- Apa - Egy hit naplója (1966)
- Lássátok feleim (1968)
- A Hamis Izabella (1968)
- Elsietett házasság (1968)
- Történelmi magánügyek (1969)
- Feldobott kő (1969)
- Ismeri a szandi mandit? (1969)
- A kenyereslány balladája (1995)

### Rendezőként
- Képek az épülő Zalából (1948)
- Brigád (1949)
- A nép jelöltjei (1949)
- Az újjáéledő Zala (1949)
- A város alatt (1953)
- Melyiket a kilenc közül? (rendezőasszisztens) (1957)
- Vasvirág (1958)
- Két emelet boldogság (1960) (forgatókönyvíró is)
- Szevasz, Vera! (1967) (forgatókönyvíró is)
- Bors (1968)
- N.N., a halál angyala (1970) (forgatókönyvíró is)
- Találkozások (1990)

### Producerként
- Egy őrült éjszaka (1970)

### Dramaturgként
- Sztornó (2006)

## Díjai
- Balázs Béla-díj (1961, 1964)[6]
- a filmkritikusok különdíja (1964, 1995)
- FIPRESCI-díj (1967)
- Érdemes művész (1970)
- a filmszemle életműdíja (2000)
- Kossuth-díj (2006)
- a filmkritikusok életműdíja (2007)
- a Magyar Mozgókép Mestere (2007)